# Ansel (California)
Ansel es un área no incorporada ubicada en el condado de Kern en el estado estadounidense de California.

## Geografía
Ansel se encuentra ubicada en las coordenadas 34°54′18″N 118°9′15″O / 34.90500, -118.15417.